# Epirranthis aurantiata
Epirranthis aurantiata là một loài bướm đêm trong họ Geometridae.